# Со Земље (филм из 1954)
Со земље је амерички драмски филм из 1954. године, који је написао Мајкл Вилсон, редитеља Херберт Ј. Бајбермена, а продуцент Пол Џарико. Холивудска установа је све ставила на црну листу због њихове наводне умешаности у комунистичку политику. 
Драмски филм је једна од првих слика која приказује уздизање феминистичког друштвеног и политичког становишта. Његов заплет фокусира се на дуг и напоран штрајк, заснован на штрајку 1951. године против компаније Емпајр зинк компани (Empire Zinc Company) у округу Грант, Нови Мексико . У филму је компанија приказана као Делавер зинк (Delaware Zinc), а поставка је Зинктаун Њу Мексико (Zinctown, New Mexico). Филм приказује како рудари, компанија и полиција реагују током штрајка. У неореалистичком стилу, продуценти и режисер користили су праве рударе и њихове породице као глумце у филму.

## Радња филма
Есперанза Кинтеро (Росаура Ревуелтас) је супруга рудара у граду Зинк, у Новом Мексику, заједници којом управља и чији је власник Делавер Јинк Инк. (Delaware Yinc Inc). Есперанза има тридесет пет година, трудна је са својим трећим дететом и има супругa Рамонa Кинтерa (Хуан Чаон) који преовладава над њеним емоцијама.
Већина рудара су Мексикоамериканци и желе пристојне радне услове једнаке оним код белаца или " англо " рудара. Синдикални радници штрајкују, али компанија одбија да преговара и застој се наставља месецима. Есперанза се породила, а истовремено Рамон је претучен од стране полиције и затворен због лажних оптужби за напад након свађе са синдикалним радником који је издао своје колеге. Кад је Рамон пуштен, Есперанза му говори да јој он не треба у затвору. Он се клади да уколико штрајк успе, они не само да ће одмах добити боље услове, већ ће и добити наду за бољу будућност своје деце.
Компанија представља синдикату Тафт-Хартлијев закон, што значи да ће сви рудари који се залажу за тај закон бити ухапшени. Користивши тај изговор, супруге излазе на места својих мужева. Неки мушкарци то не воле, видећи то неправилним и опасним. Рамон је Есперанзи забранио да излази на изборе, али она се на крају придружила линији носећи своју бебу.
Шериф је, по налогу компаније, ухапсио водеће жене у штрајку. Есперанза је међу онима које су одведене у затвор. Када се вратила кући, Рамон јој каже да је штрајк безнадежан, јер ће компанија лако надмашити рударе. Есперанза инсистира на томе да је синдикат јачи него икад и пита Рамона зашто не може прихватити равноправност у њиховом браку. Обоје љути, спавају одвојено те ноћи.
Сутрадан је компанија избацила Квинтеро породицу из њихове куће. Синдикат мушкараца и жена стиже да протествује због избацивања. Рамон каже Есперанзи да се сви могу заједно борити. Маса радника и њихових породица успешно спасава кућу Квинтерових. Компанија признаје пораз и планира да преговара. Есперанза верује да је заједница освојила нешто што им ниједна компанија никада не може одузети и да ће је наследити њена деца.

## Улоге
Професионални глумци
- Росаура Ревуелтас као Есперанза Квинтеро
- Вил Гир као Шериф
- Дејвид Бауер као Бартон (као Дејвид Волф)
- Мервин Вилијамс као Хартвел
- Дејвид Сарвис као Александар

Непрофесионални глумци
| - Хуан Чагон као Рамон Квинтеро - Хенриета Вилиамс као Тереса Видал - Ернесто Веласкез као Чарли Видал - Ангела Санчез као Консуело Риз - Џо T. Моралес као Сал Риз | - Клоринда Алдерет као Луз Моралес - Чарлс Колман као Антонио Моралес - Вирџинија Џенкс као Рут Барнес - Клинтон Џенкс као Франк Барнес - Виктор Торес као Себастијан Прето | - E.A. Роквел као Ванц - Вилијам Роквел као Кимбро - Флојд Бостик као Џенкинс - и остали чланови локалног рудника Мил 890 |

## Производња
Филм је назван 'рушилачки' и на црној је листи, јер га је рекламирала Међународна унија радника рудника, млинарства и топионице, и многи холивудски професионалци, који су такође на црној листи,помогли су га да се филм направи. Унија је 1950. године избачена из ЦИО- а због наводне доминације владавине комуниста.
Редитељ Херберт Бајбермен био је један од холивудских сценариста и режисера који је одбио да одговори Одбору Дома за неамеричке активности 1947 на питања о припадности Комунистичкој партији у САД . Холивудска десеторка је цитирана и осуђена затвором због непоштивања Конгреса. Бајбермен је био затворен шест месеци у Федералној затворској установи у Тексаркани. Након изласка режирао је овај филм.  Остали учесници који су снимали филм и били су на црној листи холивудских студија су: Пол Џарико, Вил Гир, Росаура Ревуелтас и Мајкл Вилсон. 
У филму глуми само пет професионалних глумаца. Остали су били мештани округа Грант, Нови Мексико, или чланови Међународне уније радника рудника, млинарства и топионица, Локал 890, од којих су многи били у штрајку који је покренуо заплет. Хуан Чагон, на пример, у стварном животу је био локални председник синдиката. У филму глуми главног јунака, који има проблема са женском једнакошћу са мушкарцима.  Редитељ испрва није био вољан да га глуми, мислећи да је превише "нежан", али су га Ревуелтас и редитељева снаја Соња Дахл Бајбермен, супруга Бајберменовог брата Едварда, наговарале да Чагон глуми Рамон-а. 
Филм је демантовао Представнички дом Сједињених Држава због својих комунистичких симпатија, а ФБИ је истраживао финансирање филма. Америчка легија позвала је на бојкот филма широм земље. Лабораторијама за обраду филмова је речено да не раде на Соли Земље, а синдикални пројекционисти су упућени да то не приказују. Након уводне вечери у Њујорку, филм је чекао 10 година јер су сва позоришта, осим њих 12, у земљи одбила да га прикажу. 
На рачун једног новинара: "Током продукције у Новом Мексику 1953. године, трговачка штампа је демантовала то као рушилачку заверу, антикомунистички бунтовници су пуцали из пушке на снимку, водећа дама филма Росаура Ревуелтас депортована је у Мексико, и с времена на време мали авион је гласно зујао изнад ње. . . Филм, уређен у тајности, смештен је ради чувања у анонимној дрвеној бараци у Лос Анђелесу. "

## Одзив филма

### Критични одговор
Холивудска установа није прихватила филм у тренутку његовог објављивања.
Паулин Каел, која је 1954. прегледала филм за Поглед и Звук, осетила га је као једноставну левичарску "игру моралности" и рекла да је то "тако јасан део комунистичке пропаганде какав смо имали у много година". 
Босли Краудер, филмски критичар Њујорк тајмса, повољно је прегледао слику, како због свог сценарија тако и због режије, написавши: "У светлу ове узнемирене историје помало је изненађујуће сазнање да је Со Земље у суштини, једноставно јак раднички филм који има посебно симпатично интересовање за Мексико-Американце са којима се бави. . . . Али права драматична срж слике је оштар и горак сукоб унутар чланства за синдикат. Питање је да ли ће жене имати једнакост у изражавању и штрајкачко учешће са мушкарцима. И управо по овој тврдњи, строго развијен сценарио Мајкла Вилсона развија значајну личну драму, сирову емоцију и моћ. " Краудер је филм назвао "прорачунатим социјалним документом".  Мајкл Вилсон, који је неколико година након тога радио под ном де плум, касније је освојио Оскара за сценарио Мост на реци Кваји (1957).
Прегледачки агрегатори Трули парадајзи известили су да је 100% критичара филму дало позитивну критику, засновану на једанаест прегледа. 

### Похвале
- Међународни филмски фестивал у Карловим Варима : Најбоља глумица: Росаура Ревуелтас; Награду Кристалну куглу за најбољу фотографију, Херберт Ј. Бајберман, добио је Екс екво такође од Правих пријатеља . Карлове Вари (Карлсбад), Чехословачка ; 1954. [19]
- Academie du Cinema de Paris: Велика међународна награда; 1955. [20]
- 1992. Конгресна библиотека одабрала је филм за очување у Националном регистру филмова Сједињених Држава за „културно, историјски или естетски значајан“. [21]
- Филм чува Музеј модерне уметности у Њујорку.

## Каснија историја
Филм је пронашао публику и у западној и у источној Европи током неколико година након његовог објављивања у Америци.  Прича о потискивању филма, као и догађаји које је приказао, инспирисала је подземну публику синдикалиста, левичара, феминисткиња, мексико-американаца и филмских историчара . Филм је нови живот нашао током шездесетих година прошлог века и постепено је достигао већу публику кроз синдикалне дворане, удружења жена и школе филма . Током 50. годишњице филма одржан је низ комеморативних конференција широм Сједињених Држава . 
Око 1993. године професор лингвистике Технолошког института у Масачусетсу и политички коментатор Ноам Чомски похвалио је филм због начина на који су људи представљени како раде прави посао синдиката. Чомски каже: "Прави посао раде људи који нису познати, то је увек тако било у сваком популарном покрету у историји... Не знам како то преболите у филму. Заправо, помислите на то, да постоје неки филмови који су то и урадили. Мислим, не видим много визуелних ствари, тако да нисам најбољи коментатор, али мислио сам да је Со Земље то заиста урадио. Било је то давно, али тада сам мислио да је то један од заиста сјајних филмова - и наравно убили су га, мислим да готово никада није приказан. " 
Радни колеџ "Со Земље" који се налази у Туксону у Аризони, добио је име по филму. Институција за рад (не колеџ сам по себи ) одржава различита предавања и форуме везане за синдикализам и економску правду. Филм се приказује често. 

### Остала издања
Дана 27. јула 1999. године, обновљена дигитална штампа филма објављена у ДВД-у од стране Органа кроз Генеон (Пионир) упакован је и документарни филм Холивудска десеторка, који је извештавао о десет филмских стваралаца који су на црној листи због одбијања сарадње са Кућом Одбора за неамеричке активности (КОНА). Ово специјално издање филма са холивудском десеторком и даље је доступно преко Органе на organa.com. Године 2004. Алфа Видео издао је ДВД са буџетским издањем. Верзију ласерског диска издала је компанија Војаџер 1987. године (каталог # ВП1005Л). 
Пошто ауторска права на филм нису обновљена 1982. године,  филм је сада у јавном власништву.

### Адаптације
Филм је адаптиран у оперу с два чина која се зове Есперанза (Нада). Радни покрет у Висконсину и професор опере на Универзитету Висконсин-Медисон Карлос Мосер наручили су продукцију. Музику је написао Дејвид Бишоп, а брошуру Карлос Мортон. Опера је премијерно изведена у Медисону, Висконсин, 25. августа 2000. године, на позитивне критике.
Документарни филм " Злочин који одговара казни " о снимању филма објављен је 1982., а режирали су га Барбара Мос и Стефен Мак. 
Драмски филм, заснован на снимању филма, један је од забележених у Холивудској десеторци (2000). Направио га је и режирао Карл Францис, глумили Џеф Голдблум и Грета Сачи, и објављен је у европским земљама 29. септембра 2000. 